# Милан Видојевић
Милан Видојевић (Београд, 1950) јесте српски псеудоисторичар, публициста и велики мајстор гностичкога, темпларског витешког реда „Ред Храма Светог Јована”.

## Биографија
Основну школу је завршио у Београду, а студирао је на Факултету драмских уметности Универзитета у Београду. Радио је у више телевизијских и новинских кућа у Србији.
Јавности је познат по својим књигама, чије су главне теме езотерија, тајна друштва и теорија завере. Према његовим речима, он се не бави „теоријама завере”, већ праксом завере. Неке од његових тврдњи су:
- Атлантида се налазила у Србији
- Ковид 19 је отров (Видојевић је на свом јутјуб каналу, у видео-запису под називом „ПОМРАЧЕЊЕ — Ковид нацизам” поставио фотографију на којој се види да капсула с натписом „протокол за истребљење — ковид 19”,[3] указујући да је ковид 19 отров који су направили центри моћи. Портал који се бави провером информација Раскринкавање је доказало да је та фотографија „неспретна фотомонтажа”[4].)
- Исус Христ је преживео разапињање на крст, које је служило само да се он понизи
- Рат за Троју се десио на данашњем Балкану, а не у Малој Азији
- Немањићи су били темплари
- Џефри Епстин, осуђени сексуални преступник који се убио у затвору, је жив[5]
- Иза процеса против Мике Алексића, који је окривљен да је сексуално злостављао своје ученице (Милену Радуловић и Иву Илинчић), стоји вероватно нека страна обавештајна служба. („Оно што мени у овој целој причи није јасно да неко после толико година... Тобоже, та девојка је имала трауме па седам година није могла се опорави од трауме и онда гле одједном ничим неизазвана се опоравила од трауме и сад је подигла тужбу за силовање. У међувремену је нормално живела, играла у филмовима, серијама, значи траума је није спречавала да глуми...”).[5]

## Гостовања
- 2. маја 2009. — када је говорио о свињском грипу[9]
- 16. јула 2011. — када је промовисао своју књигу Илуминати 666[10]
- 21. јула 2012. — када је промовисао своју књигу Принц и фантом[11]

Такође, више пута је био гост на телевизији Коперникус из Ниша, заједно са Дејаном Лучићем.